# Annabella Rossi
Annabella Rossi, née le 14 septembre 1933 à Rome et morte le 4 mars 1984 dans la même ville, est une anthropologue, photographe documentaire et réalisatrice de documentaires italienne.
Annabella Rossi a mené des recherches historiques, anthropologiques et sociologiques sur l'Italie centrale et méridionale, sur les traditions locales et notamment les aspects folkloriques. Elle est l'une des premières à avoir utilisé la photographie et les enregistrements vidéo pour la recherche anthropologique,.

## Biographie
Née d'un père chimiste et d'une mère violoniste, Annabella Rossi passe son enfance et sa jeunesse à Rome où elle effectue également ses études. Elle obtient son diplôme en 1957. Avant même de l'obtenir, elle commence à travailler dans le domaine auquel elle va se consacrer pendant ses premières années de chercheuse, celui de la recherche préhistorique et protohistorique. Elle participe en particulier à des recherches dans l'Italie centrale et méridionale.
À partir de 1958, elle rejoint un groupe de recherche dans le Val Camonica sur les gravures des Camunni. Elle s'intéresse également à la peinture du XIXe siècle dans ses relations avec la peinture préhistorique.
En 1959, elle rencontre, à l'occasion de la sortie d'un numéro de la revue « Nuovi Argomenti », Ernesto De Martino. Rencontre déterminante qui oriente les travaux d'Annabella Rossi vers des perspectives nouvelles. Elle approfondit ainsi son étude des relations entre monde primitif et monde contemporain en adoptant une perspective à la fois politique et sociale et en plaçant au cœur la problématique des rapports entre classes au pouvoir et classes subalternes. Elle prend part également à deux campagnes de recherches menées par De Martino, l'une dans les Pouilles sur le phénomène du Tarentisme, l'autre en Basilicate portant sur le « sens du péché dans une communauté du Sud ».
En 1960, elle rejoint le Museo Nazionale delle Arti et Tradizioni Popolari de Rome. La décennie qui suit la voit dans le Sud de l'Italie, effectuant une série de recherches qui s'accompagnent de la constitution d'une importante documentation photographique et sonore,. Ses travaux portent surtout sur la religion populaire et la culture matérielle. Elle les condensera dans des ouvrages comme Le Feste dei poveri (1969, éd. Laterza) et Lettere da una tarantara (1970, éd. De Donato). En 1964, elle publie en collaboration avec Simonetta Piccone Stella, La Fatica di leggere (Editions Riunitià), aboutissement de ses recherches sur la diffusion de la lecture dans les classes populaires.
Dans ces mêmes années, elle participe aux activités de diverses structures comme le Centro Italiano di Antropologia Culturale ou Italia Nostra, et collabore à la chaire d'enseignement de l'anthropologie culturelle et sociologie de l'Université de Rome. Dans le même temps, elle entre en contact avec un groupe de psychiatres qui est dirigé par Franco Basaglia ; par le biais de ces réunions, elle intègre à son étude de l'exclusion des classes subalternes la thématique des maladies psychiatriques présentes dans les milieux populaires.
C'est enfin au début des années 1960 qu'elle fait la rencontre de celui qui deviendra son compagnon, le réalisateur Michele Grandin. Rencontre amoureuse mais aussi rencontre féconde sur le plan professionnel, puisqu'elle favorisera une forme d'émulation intellectuelle et qu'ils partageront voyages et travaux de recherche.
À partir des années 1970, au début desquelles est publié son volume Lettere da una tarantata,, elle inaugure une collaboration entre le Museo Nazionale delle Arti e Tradizioni Popolari et la Chaire d'anthropologie culturelle de l'Université de Salerne : elle se consacrera à l'enseignement de cette discipline jusqu'au des années 1980. Pendant ces années d'enseignement, Annabella Rossi a effectué, en collaboration avec des étudiants et des enseignants de l'Université de Salerne et le personnel du Museo Nazionale, des recherches nombreuses en Campanie, en particulier sur les rituels de carnaval, avec des documents sonores, photographiques et des films. Les résultats de ces travaux ont été publiés dans de nombreux livres, notamment le volume qu'elle écrit avec Roberto De Simone, Carnevale si chiamava Vincenzo (1977, éd. De Luca).
S'ajoutent ses interventions au sein de séminaires et des conférences sur le thème de la fête, des rituels et en particulier du sens et de l'importance du carnaval dans les communautés agropastorales de l'Italie méridionale. Parmi ses derniers travaux, on trouve la réalisation, en collaboration avec Gianfranco Mingozzi et Claudio Barbati, d'un documentaire de quatre heures pour RAI Due, un voyage à travers les lieux et les questions chers à De Martino, sous le titre Sud e Magia.
La contribution de l'anthropologue concerne la possibilité donnée aux témoins de raconter eux-mêmes les phénomènes étudiés, un présupposé épistémologique extrêmement important.
À partir de 1980, Annabella Rossi est frappée par une grave maladie, ce qui l'empêchera de porter à terme les nombreux projets encore en cours de réalisation. De fait, elle ne peut participer à aucun séminaire et a dû délaisser même ses publications.
Elle meurt le 4 mars 1984, laissant outre des études et des écrits, un ensemble impressionnant de photographies documentaires, de documents filmiques et sonores sur les cultures agropastorales du Sud et du Centre de l'Italie. Elle laisse également en héritage une certaine manière de concevoir et pratiquer l'anthropologie.
Après sa mort, lui a été dédié le laboratoire d'anthropologie à l'Université de Salerne.

## Œuvres
- Annabella Rossi et al., Oreficeria popolare italiana, Rome, De Luca, 1963
- Annabella Rossi et al., Osservazioni sui canti d'argomento religioso non liturgici, Milan, Edizioni del Gallo, 1965
- Annabella Rossi, Le feste dei poveri, Bari, Laterza, 1969
- Annabella Rossi, Lettere da una tarantata, Bari, De Donato, 1970
- Annabella Rossi et al., Miseria e follia: il morso della tarantola, Milan, Editphoto, 1971
- Annabella Rossi et Ferdinando Scianna, Il glorioso Alberto, Milan, Editphoto, 1971
- Annabella Rossi et al., Calabria 1908-10: la ricerca etnografica, Rome, De Luca, 1973
- Annabella Rossi et Roberto De Simone, Carnevale si chiamava Vincenzo, Rome, De Luca, 1977
- Annabella Rossi et al., Profondo Sud : viaggio nei luoghi di Ernesto De Martino a vent'anni da Sud e magia, Milan, Feltrinelli, 1978
- Annabella Rossi et al., Tempi dell'Italia antica, Milan, Touring club italiano, 1980
- Annabella Rossi, Pani e dolci devozionali - siciliani e calabresi, Rome, Quasar, 1984
- Annabella Rossi et al., E il mondo si fece giallo: il tarantismo in Campania, Vibo Valentia, Qualecultura, 1991